# Moyasta
Moyasta (en irlandais : Maigh Sheasta, la plaine d'Asta)) est un hameau dans le comté de Clare, en Irlande, situé entre Kilkee et Kilrush sur la route N67. La  rivière Moyosta borde le village à partir des tourbières jusqu'à Poulnasherry Bay.

## Histoire
Moyasta faisait partie du domaine Vandeleur. Dans l'ère post-famine, le nom Vandeleur est devenu synonyme de la pire des expulsions de propriétaires, avec plus de 20 000 personnes expulsées d'une partie de leur domaine dans l'« Union de Kilrush »
Le 13 mars 1921, un fermier de Moyasta et magistrat Sinn Féin nommé Tom Shannon a été assassiné à son domicile par des assaillants inconnus. Selon l'Irish Times du 7 avril 1921, qui a basé son article sur un rapport du gouvernement britannique, le meurtre a été commis par d'autres partisans du Sinn Féin. Le rapport du gouvernement affirmait que Shannon, un magistrat des tribunaux du Sinn Féin, tentait de se distancier des tribunaux et avait refusé de payer les impôts locaux du Sinn Féin.
En fait, il était clair que les assaillants parlaient avec un étrange accent, ce que la Royal Irish Constabulary n'a pas dit à la cour d'enquête anglaise. Faute d'informations, la Cour n'a pu que conclure que le meurtre avait été commis par des "inconnus". Cela a donné au gouvernement l'occasion d'utiliser l'événement pour une propagande anti-irlandaise.
Selon des recherches plus récentes, le meurtre de Tom Shannon faisait partie d'une "vague secrète de meurtres". Cette opération s'adressait à des personnalités, souvent des élus et des magistrats. En tant que magistrat, Shannon en a été victime.

## Chemin de fer
La gare de Moyasta est la jonction des branches de Kilkee et Kilrush du West Clare Railway, à partir de laquelle une seule ligne continue vers Ennis et Milltown Malbay. La gare est aussi un musée, elle est également le siège du chemin de fer à voie étroite du West Clare, dans son format restauré, en tant que chemin de fer patrimonial et saisonnier.[réf. nécessaire]

## Personnalités locales
- Nell Galvin, violoniste et accordéoniste.

## Galerie

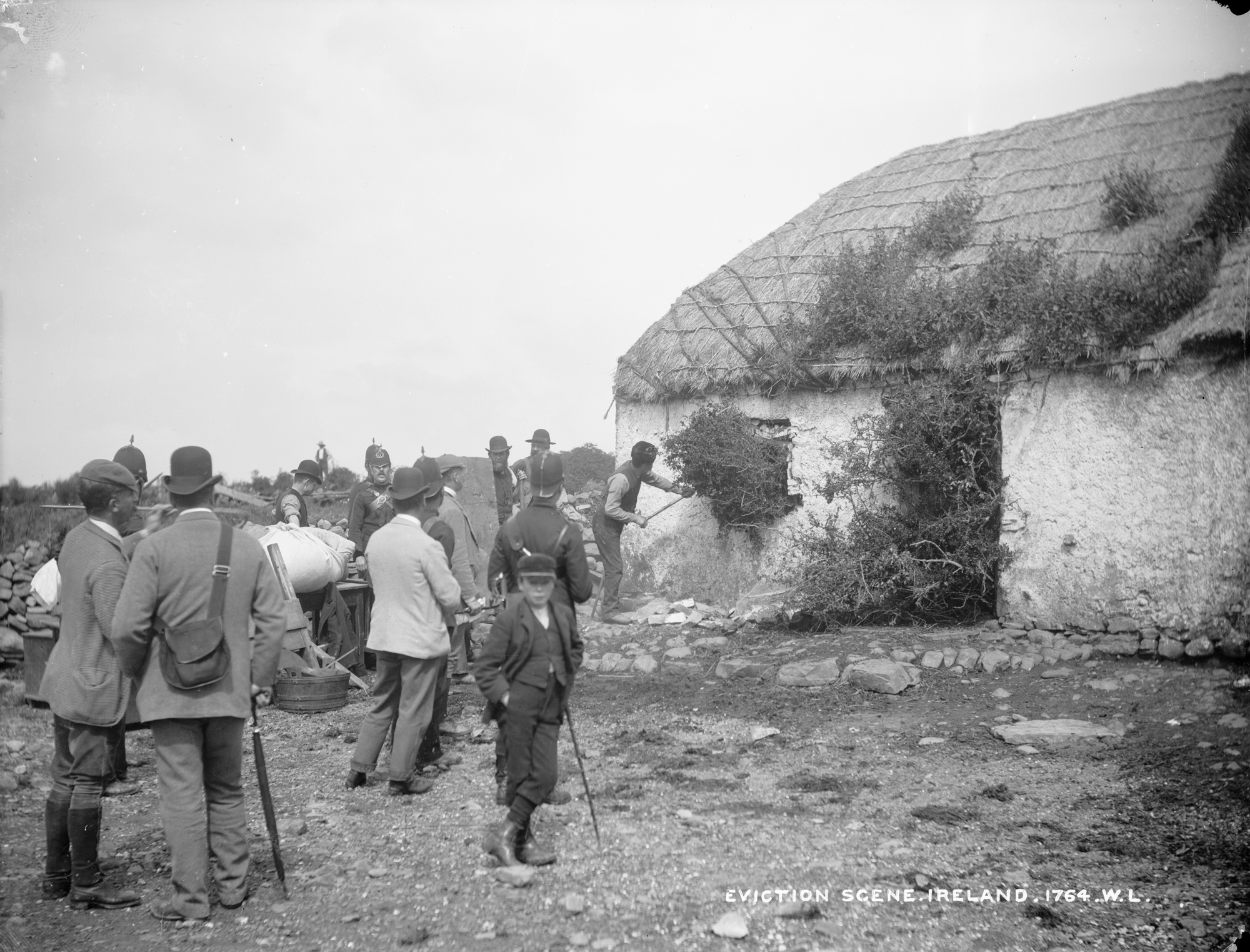
Une expulsion à Moyasta dans les années 1880.
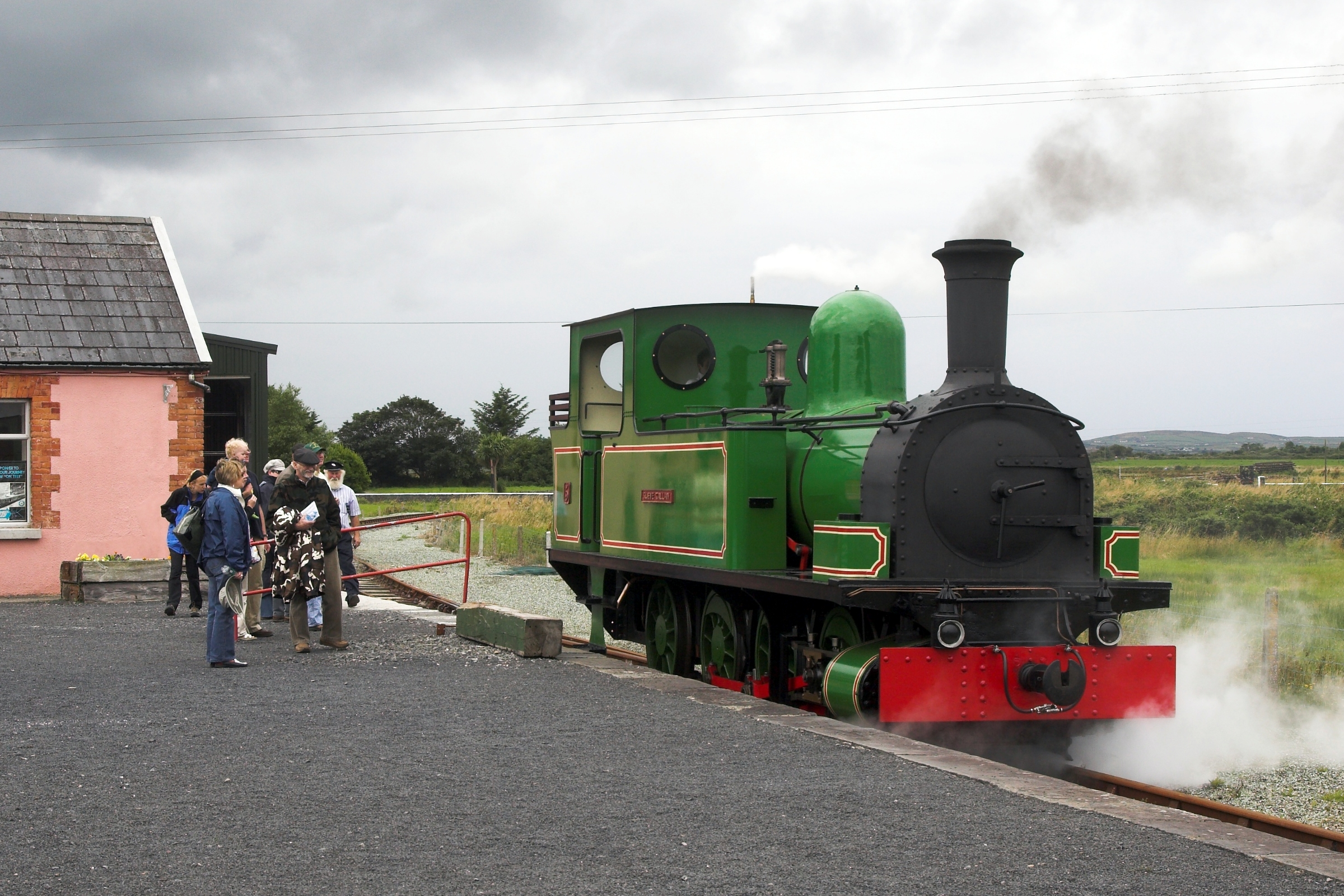
Locomotive WCR d'origine Slieve Callan, conservée à Moyasta.